# Besetzungsrüge
Die Besetzungsrüge und der dazugehörige Besetzungseinwand sind besondere Rechtsbehelfe im deutschen Strafprozess, die es erlauben, die Besetzung des Gerichts in einem laufenden Verfahren oder die Verletzung der Pflicht zur Mitteilung der Besetzung geltend zu machen. Die Besetzungsrüge ist durch das Strafverfahrenänderungsgesetz 1978 (StVÄG) geschaffen worden, um Verstöße gegen den Anspruch auf den gesetzlichen Richter (nach Art. 101 Absatz 1 Satz 2 des Grundgesetzes) innerhalb eines Verfahrens zu beheben. Vorher war es notwendig, zuerst den Rechtsweg zu erschöpfen, um dann eine Verfassungsbeschwerde zu erheben. 

## Besetzungseinwand
Findet die Hauptverhandlung im ersten Rechtszug vor dem Landgericht oder Oberlandesgericht statt, ist nach § 222a StPO die Gerichtsbesetzung mitzuteilen.
Der Besetzungseinwand kann nur innerhalb einer Woche nach Zustellung der Besetzungsmitteilung oder bei Bekanntmachung in der Hauptverhandlung innerhalb einer Woche nach der Bekanntmachung der Besetzung geltend gemacht werden (§ 222b) StPO. Mit ihm kann ein Verstoß gegen das Recht auf den gesetzlichen Richter nach Art. 101 Satz 2 GG gerügt werden.
Der Einwand stellt eine Präklusion für den absoluten Revisionsgrund nach § 338 Nummer 1 Satz 1 StPO dar. Wird er verspätet erhoben, kann er danach nicht mehr berücksichtigt werden.
Vor Berufungsgerichten gibt es keine Präklusion hinsichtlich der Besetzungsrüge.
Über einen Besetzungseinwand entscheidet das Gericht in der für die außerhalb der Hauptverhandlung vorgeschriebenen Besetzung, also ohne Schöffen (§ 222b Absatz 2 StPO).
Ist die Mitteilung der Besetzung des Gerichts oder eine Besetzungsänderung später als eine Woche vor der Hauptverhandlung erfolgt, kann der Angeklagte oder dessen Verteidiger eine Unterbrechung der Hauptverhandlung zur Prüfung der Besetzung bis zur Vernehmung des ersten Angeklagten zur Sache verlangen, wenn absehbar ist, dass die Hauptverhandlung nicht länger als eine Woche dauert (§ 222a Absatz 2 StPO).
In die maßgeblichen Unterlagen zur Besetzung darf nur der Verteidiger oder ein Rechtsanwalt Einsicht nehmen (§ 222a Absatz 3 StPO).

## Besetzungsrüge
Mit der Revision kann die Verfahrensrüge in Form der Besetzungsrüge erhoben werden. Fehler bei der Gerichtsbesetzung sind ein absoluter Revisionsgrund nach § 338 Nummer 1 Satz 1 StPO.
Die Besetzungsrüge kann beinhalten:
- dass die Mitteilung über die Besetzung nach § 222a StPO nicht vorschriftsgemäß erfolgt sei (absoluter Revisionsgrund nach § 338 Nummer 1 Buchstabe a StPO)
- dass die Entscheidung nach § 222b StPO übergangen oder zurückgewiesen worden ist (absoluter Revisionsgrund nach § 338 Nummer 1 Buchstabe b StPO)
- dass nach einem vorgebrachten Besetzungseinwand die Verhandlung nicht nach § 222a Absatz 2 StPO unterbrochen wurde (absoluter Revisionsgrund nach § 338 Nummer 1 Buchstabe c StPO)
- dass das Gericht in einer Besetzung entschieden hat, deren Vorschriftswidrigkeit es festgestellt hat (absoluter Revisionsgrund nach § 338 Nummer 1 Buchstabe d StPO)
- dass ein Richter oder Schöffe mitgewirkt hat, der gesetzlich ausgeschlossen war (absoluter Revisionsgrund nach § 338 Nummer 2 StPO)
- dass ein Richter oder Schöffe mitgewirkt hat, nachdem er wegen Besorgnis der Befangenheit abgelehnt war und das Ablehnungsgesuch entweder für begründet erklärt war oder mit Unrecht verworfen worden ist (absoluter Revisionsgrund nach § 338 Nummer 3 StPO)

Das Gericht muss die Besetzung von Amts wegen prüfen. Wenn keine Besetzungsmitteilung erfolgt ist, liegt auch ein Revisionsgrund nach § 338 StPO Nummer 1 Buchstabe a vor, wenn kein Besetzungseinwand erfolgt ist.